# Острічна
О́стрічна (рос. Остречная) — селище у складі Могойтуйського району Забайкальського краю, Росія. Входить до складу Хілинського сільського поселення.

## Населення
Населення — 62 особи (2010; 62 у 2002).
Національний склад (станом на 2002 рік):
- росіяни — 98 %